# Škoda Enyaq
El Škoda Enyaq es un crossover compacto tipo SUV eléctrico de batería producido por el fabricante checo Škoda.
En septiembre de 2020 se presentó la versión de producción y el inicio de ventas se anunciaba para primavera de 2021. Las primeras entregas en Europa comenzaron en junio de 2021.
Tiene cinco variantes disponibles con uno o dos motores y tracción total.

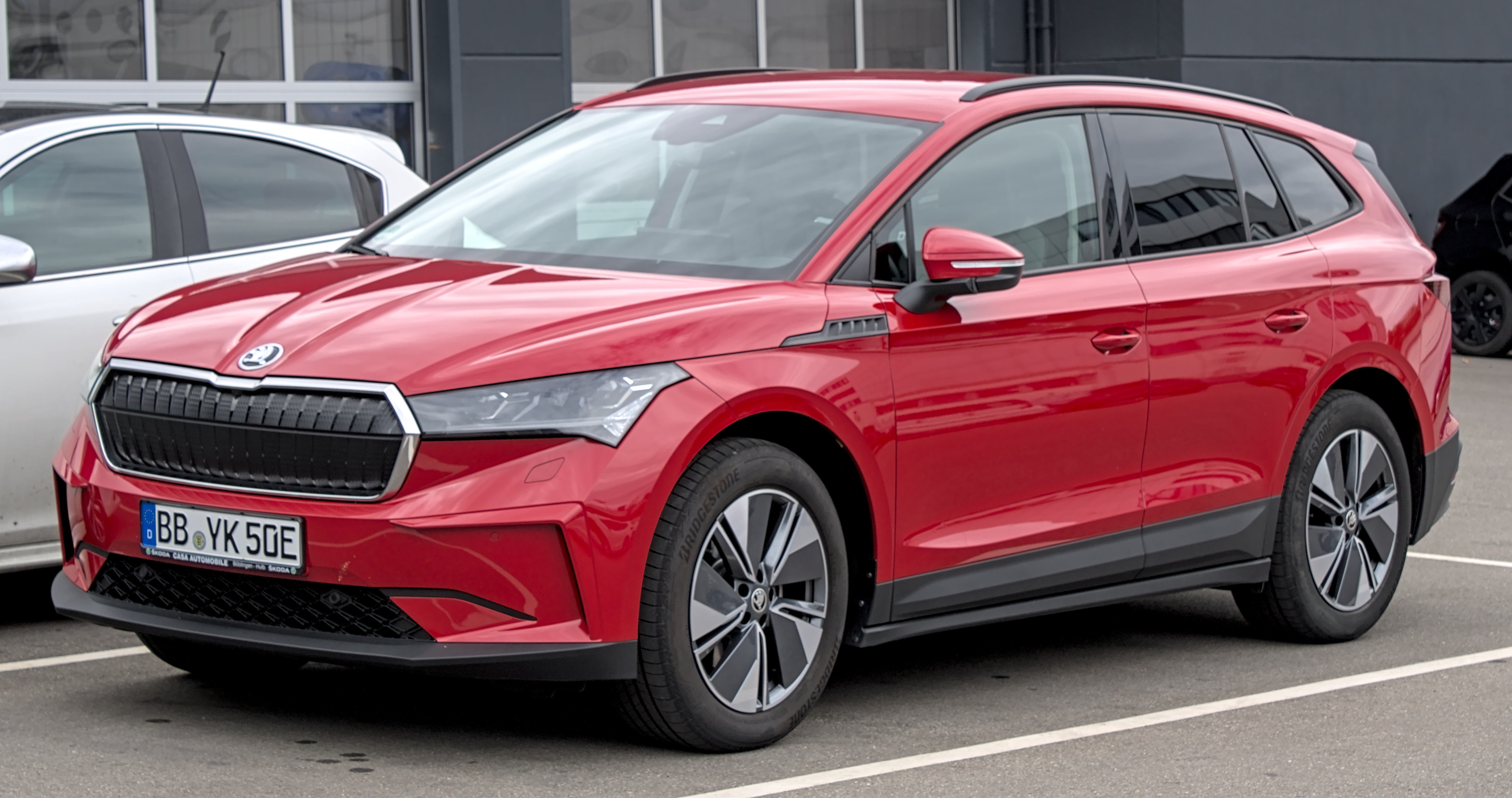
En Böblingen en octubre de 2021
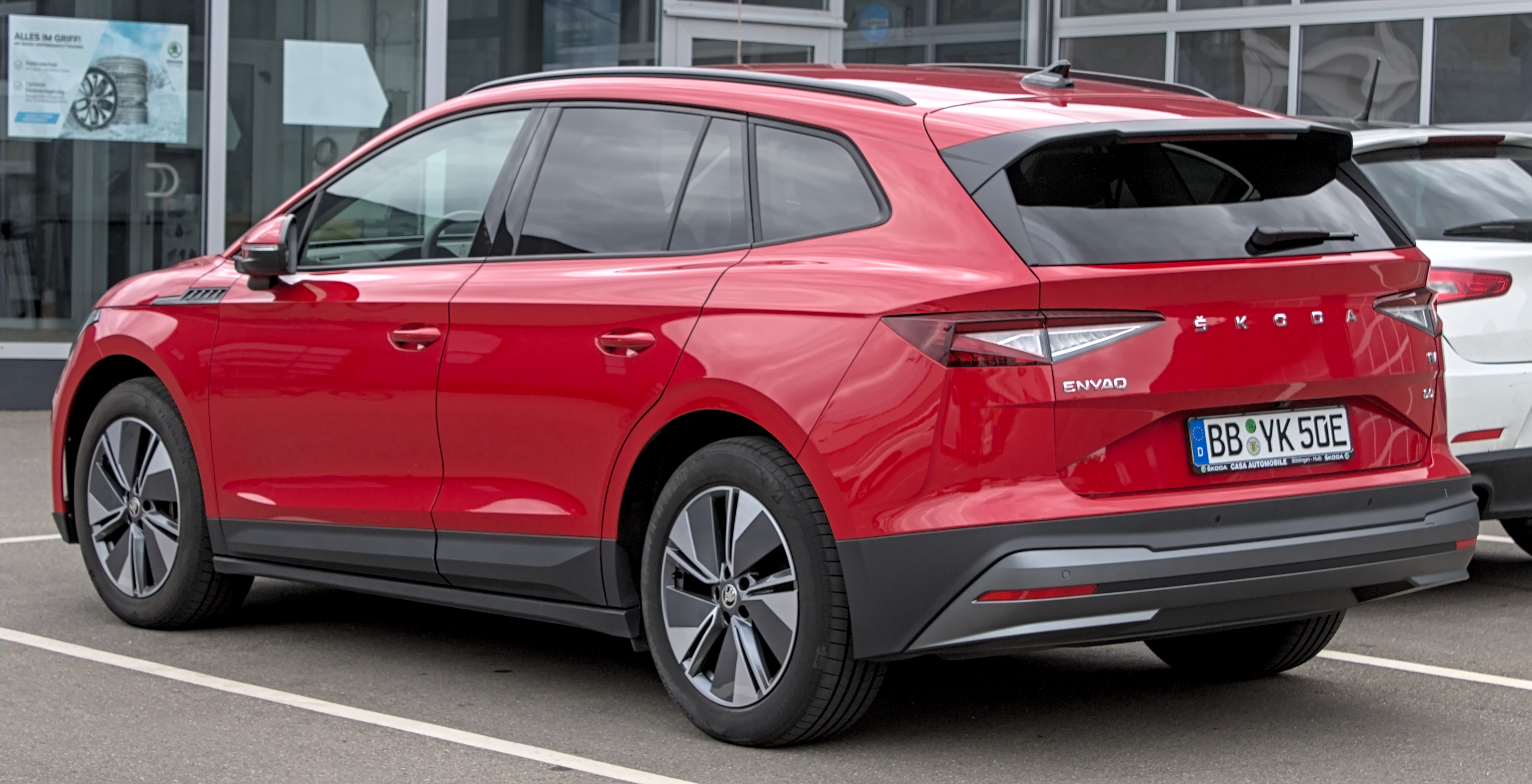
Vista lateral-trasera
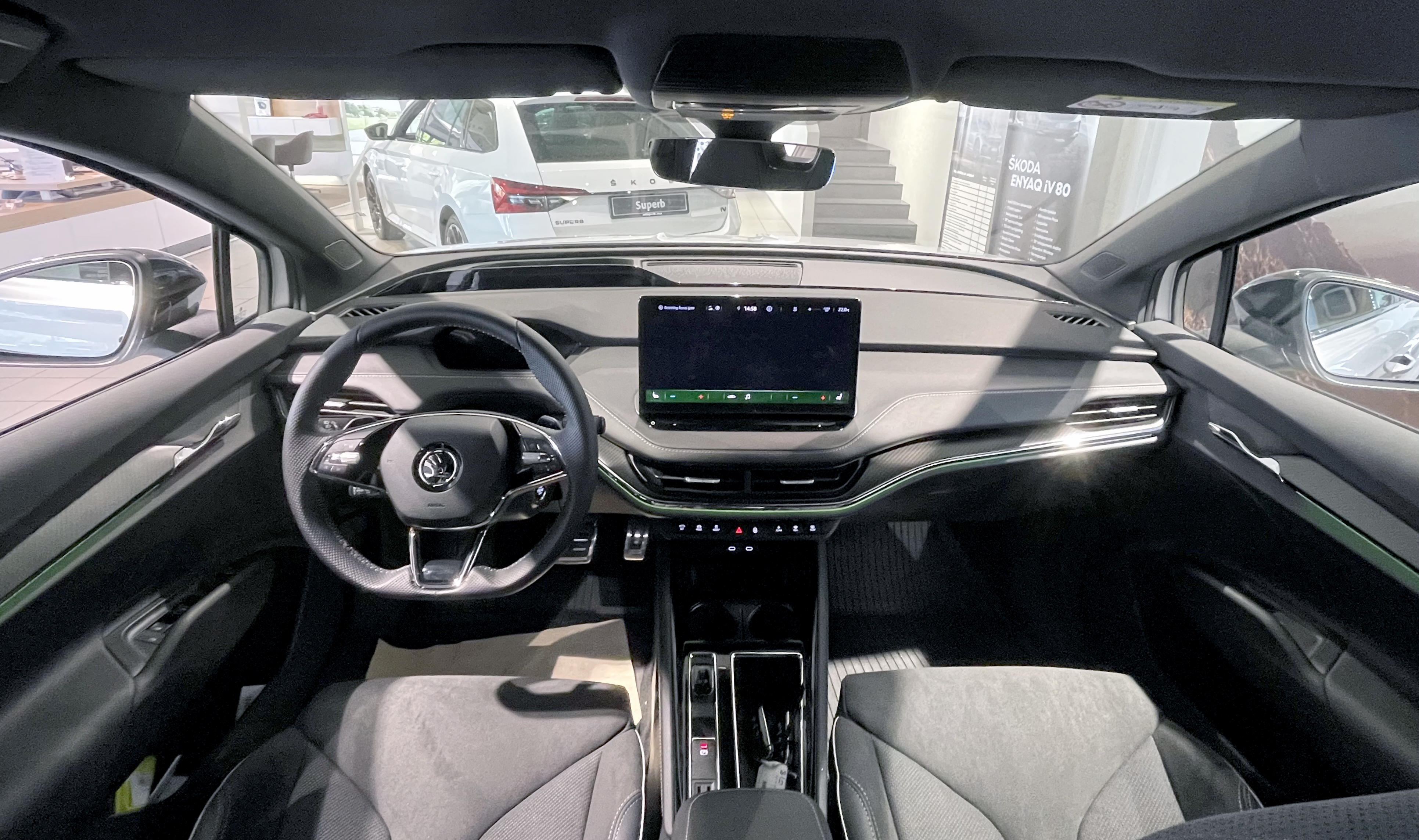
Interior